# Gottlob Krause
Gottlob Adolf Krause, también conocido como Malam Musa, (Ockrilla, cerca de Meissen, 5 de enero de 1850 - Zúrich, 19 de febrero de 1938) fue un lingüista, periodista y explorador alemán.

## Vida
Fue hijo de un granjero y pudo asistir a la escuela secundaria en Leizpig, aunque no llegó a graduarse, pero aprendió varios idiomas, como griego, francés, latín, inglés e italiano. Decidido a viajar al continente africano, en 1868, Krause partió a pie hacia el sur, cruzó Austria-Hungría e Italia, y en diciembre viajó en barco hasta Trípoli, donde estudió árabe y hausa. 
En 1869, Krause encontró trabajo como cuidador de los perros de la exploradora neerlandesa Alexine Tinne. Regresó a Europa antes del asesinato de Tinne por los tuareg, pues había sido despedido en Murzuk por la muerte del perro favorito de la exploradora. Durante esta expedición conoció al explorador Gustav Nachtigal, que posteriormente como cónsul general imperial estaría encargado de la adquisición de colonias alemanas en África. También Krause pudo comprobar como se realizaba la trata de esclavos, lo que le influyó para adoptar una postura anticolonialista. 
De 1873 a 1876, asistió a clases de ciencias naturales, geografía y etnografía en la Universidad de Leipzig, a fin de prepararse para futuros viajes por África. En 1878, recibió apoyo de la Sociedad Africana en Alemania para ir al imperio uadai, pero los escasos fondos recibidos sólo le permitieron permanecer en Trípoli, donde estuvo estudiando los idiomas hausa y fula hasta 1882, cuando tuvo que regresar a Europa. A principios de 1884, abandonó nuevamente Europa para realizar, por encargo del empresario Emil Riebeck, una supuesta exploración científica a las regiones del río Níger, el río Benue y el Chad, pero cuando Krause ya estaba en África, Riebeck le reveló que el verdadero objetivo de la misión eran firmar tratados con autoridades locales para colocar estos territorios bajo la protección del Imperio alemán, finalidad a la que Krause se opuso. Krause tomó entonces la ruta fluvial al este de Lagos hasta Mahinlandia, en el golfo de Benín. 
Debido a la postura anticolonial de Krause, el gobierno imperial alemán rechazó todas sus solicitudes financieras para realizar investigaciones científicas en África, por lo que tuvo que organizar sus viajes posteriores de forma privada, y viajó en condiciones precarias. En mayo de 1886, Krause inició un viaje hacia el norte desde Acra, recorrió el río Volta, y visitó la ciudad de Salaga, una importante ciudad comercial (capital del actual distrito de East Gonja, en Ghana). Exploró también el interior oriental de la región de Togo, y en octubre de 1886 visitó Uagadugú, capital del antiguo reino de los mossi. Cruzó la región de Mopti, visitó la localidad de Douentza y llegó a Bandiagara, en la actual Mali. Luego partió hacia Tombuctú, donde no pudo entrar por no ser de religión islámica. Regresó a Acra en septiembre de 1887, después de pasar muchas dificultades, pasando de nuevo por Uagadugú y Salaga. Había recorrido cerca de cuatro mil trescientos kilómetros. Todas las notas e informes que trajo de este viaje resultaron confiscados a su vuelta a Alemania debido a una deuda impagada y acabaron perdidos.  
Rechazó una oferta del gobierno británico para conseguir la ciudadanía británica y ocupar un puesto en la oficina colonial. Para poder volver a África, aceptó trabajar como comerciante de marfil para una firma alemana, que en 1888 le envió a Salaga. Krause, además de trabajar para la firma, realizó investigaciones etnográficas, recopiló gran cantidad de objetos etnográficos y escribió artículos anticolonialistas para el diario Kreuz Zeitung. Permaneció en Salaga hasta 1895 y el pueblo hausa le dio el título de Malam Musa, donde malam significa «escriba» y musa significa «Moisés».
En 1898, Krause escribió una petición al Reichstag alemán protestando por la implicación del gobierno en la trata de esclavos y criticó el dominio colonial alemán en Togo en varios artículos periodísticos. Volvió a Salaga, donde permaneció de 1900 a 1905 para proseguir con sus estudios lingüísticos, pero se quedó casi completamente ciego, tuvo que viajar a Marsella para recuperarse y regresó a Trípoli. Krause informó de la agresión colonial italiana contra Libia, escribiendo numerosos artículos durante 1911 y 1912 para el diario Berliner Tageblatt, aportando sus observaciones y experiencias desde una perspectiva no colonial y denunciando que los diplomáticos europeos habían declarado por su cuenta que Libia era una colonia italiana. 
Su oposición a la política colonial de los gobiernos europeos le supuso serias dificultades para el reconocimiento de sus trabajos,  siendo rechazada por los museos alemanes su notable colección de 1.700 objetos cotidianos de África occidental que había adquirido en Salaga. Solamente el museo neerlandés de Leiden se interesó por la colección y la acabó adquiriendo. También su estudio fue saqueado y perdió todos sus manuscritos y libros. En 1915, Krause se trasladó a Zúrich, donde se dedicó al estudio de idiomas. Tras su muerte, gran parte de sus notas científicas acabaron en el vertedero, dado que ninguna entidad se interesó por ellas.

## Obras
Krause se interesó por la meteorología y estudió las lenguas africanas, de las que hablaba con fluidez el hausa. Publicó varias obras sobre estos temas:
- Ein Beitrag zur Kenntnis der fulischen Sprache in Afrika [Una contribución al conocimiento de la lengua fula en África] (1884).
- Proben der Sprache von Ghat in der Sahara [Muestras de la lengua de los ghats en el Sáhara] (1884).
- Die Musuksprache in Centralafrika [La lengua musuk en África Central] (1886).
- Beitrag zur Kenntnis des Klimas von Salaga, Togo und der Goldküste [Contribución al conocimiento del clima de Salaga, Togo y la Costa de Oro] (1910).